# Памятник Петру Мстиславцу (Мстиславль, площадь Петра Мстиславца)
Памятник Петру Мстиславцу на площади Петра Мстиславца (бел. Помнік Пятру Мсціслаўцу на плошчы Пятра Мсціслаўца) — второй памятник одному из белорусских книгопечатников, соратнику русского первопечатника Ивана Фёдорова, Петру Тимофеевичу Мстиславцу в городе Мстиславле Могилёвской области Белоруссии, в котором он родился.
Пётр Мстиславец, которому посвящён монумент, вместе с Иваном Фёдоровым основал первую русскую типографию в Москве. В ней он напечатал в 1564 году «Деяния и Послания Апостольские» («Апостол») — первую печатную книгу на русском языке, в 1565 году — «Часовник», в 1567 году — «Псалтирь».
Памятник установлен в 2001 году и торжественно открыт 2 сентября того же года на центральной площади города напротив здания Мстиславского районного исполнительного комитета во время празднования Дня белорусской письменности, проводившегося в Мстиславле. Авторами памятника стали скульпторы Александр Ботвинёнок и Александр Чигрин, архитектор Юрий Казаков.
Памятник изображает Петра Мстиславца уже в зрелом возрасте в полный рост. В левой руке книгопечатник держит развёрнутую книгу, отведённая назад правая рука опирается на типографский пресс. Полы длинной рубашки и страницы книги позолочены. В бронзовой трёхметровой фигуре первопечатника скульпторам удалось показать главное — красоту мудрости просветителя, его веру в величие печатного слова и силу знаний. На гранитном постаменте надпись на белорусском языке — «ПЕТР МСЦІСЛАВЕЦ».
Памятник Петру Мстиславцу стал вторым памятником книгопечатнику в городе, первый, установленный в 1986 году, находится напротив иезуитского костёла (скульптор Николай Малиновский).
Памятник неоднократно страдал от вандалов: сначала с постамента исчезла надпись «Петр» весом около 5 килограммов, которая была найдена у памятника, позже была украдена надпись «Мсціславец», которая, как предполагается, весит около 10 килограммов. Чугунную надпись, которая была покрашена бронзовой краской, похитители, возможно, приняли за настоящую бронзу.